# Thomaskirche (Hemer)

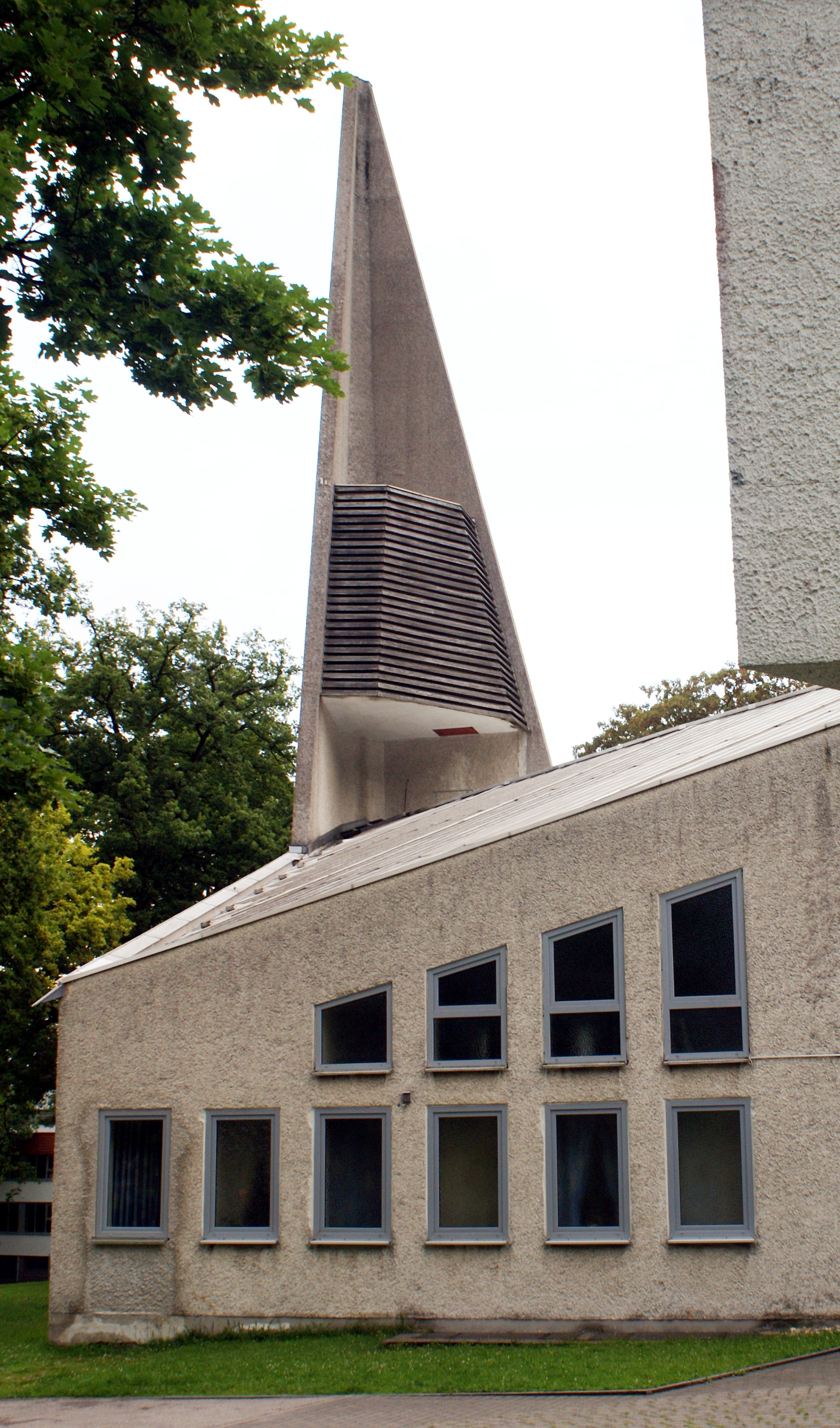
Turm und Kirchraum der Thomaskirche

Die Thomaskirche ist ein ehemaliges evangelisches Gotteshaus in Hemer in Nordrhein-Westfalen, das 1966 eingeweiht wurde. 2007 verkaufte die Gemeinde das Bauwerk an die Baptistengemeinde Hemer. Die Kirche steht im Gockelschen Park im Zentrum des Ortsteils Westig.

## Geschichte

### Planungen
Als die evangelische Kirchengemeinde in Hemer 1903 eine zweite Pfarrstelle schuf, begann die Planung eines Kirchbaus für Westig und Sundwig. Die beiden Weltkriege und die Inflation während der Weimarer Republik verhinderten den Bau einer Kirche allerdings aus finanziellen Gründen. Stattdessen wurde ein Gemeindehaus errichtet, das bis heute den Namen Zinzendorfhaus trägt und inzwischen als Freizeit- und Schulungsheim dient.
Nach dem Zweiten Weltkrieg wurden die Planungen wieder aufgenommen. 1951 teilte die evangelische Kirche die beiden Ortsteile in zwei eigenständige Pfarrstellen, so dass wenig später endgültig entschieden wurde, anstatt einer großen Kirche in direkter Nachbarschaft zum Zinzendorfhaus zwei kleinere Kirchbauten zu errichten. Während 1964 die Christuskirche in Sundwig eingeweiht werden konnte, verzögerte sich der Bau in Westig um einige weitere Jahre.
Als Bauplatz erwarb die evangelische Kirche ein Gelände am Rande des Gockelschen Parks in der Dorfmitte. Dort stand die inzwischen baufällige Villa Gockel, die 1964 schließlich abgerissen wurde. Die Fabrikantenfamilie Witte ließ das Gebäude 1875/76 errichten und verkaufte es vermutlich im Jahr 1909 an die Familie Gockel, die in den folgenden Jahrzehnten Steinbrüche im Amt Hemer und eine Firma für Stahldrahtmatratzen. Spätere Besitzer waren die Fabrikanten Clarfeld sowie die Familie Hans Prinzhorns.

### Bau und Einweihung

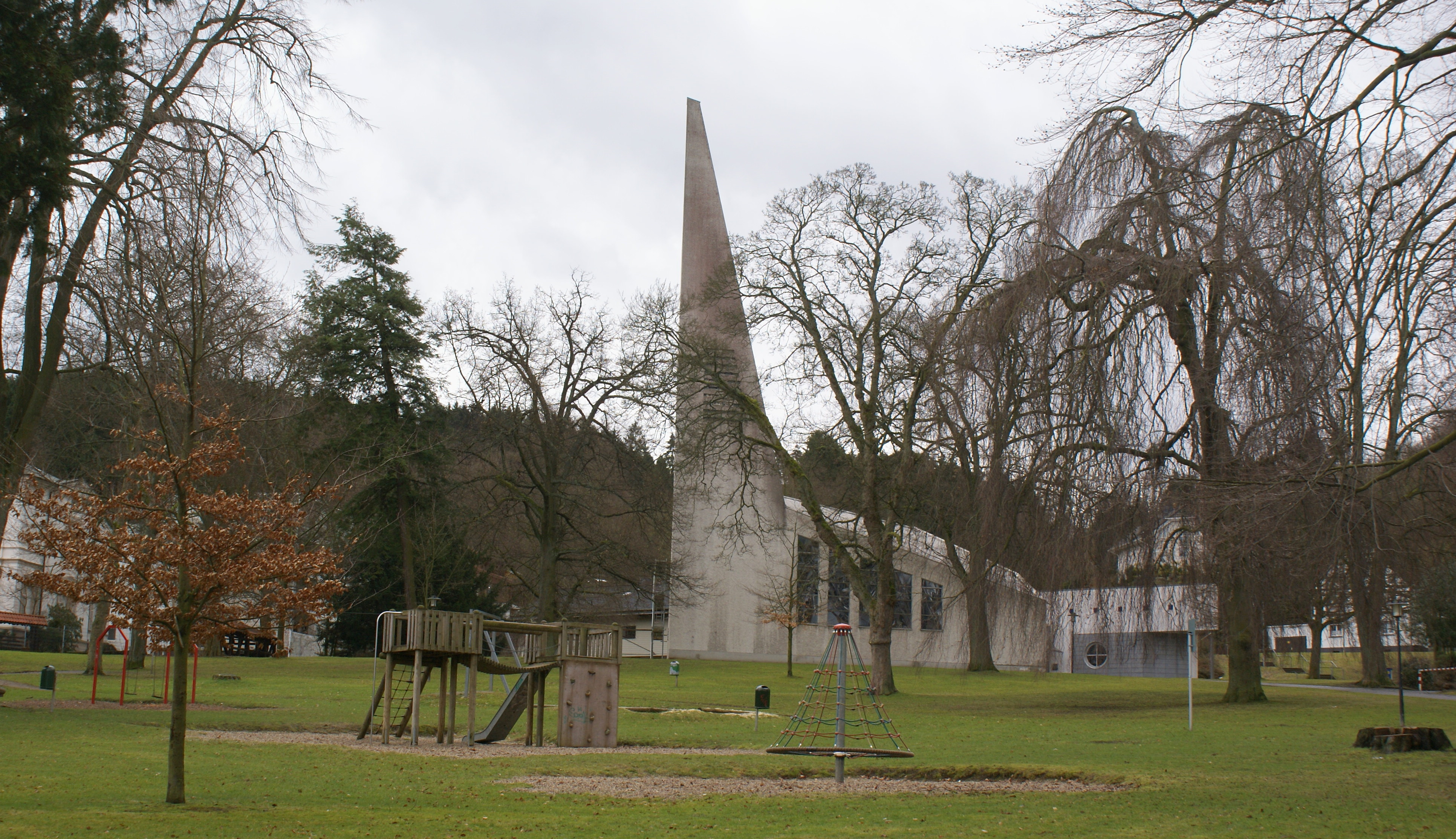
Liegt am Rand des Westiger Parks: die Thomaskirche

Ein Dortmunder Architekt übernahm die Ausgestaltung des Kirchbaus, für den am 19. Dezember 1964 unter dem Glockengeläut der katholischen Pfarrkirche Westigs der Grundstein gelegt werden konnte. Schon damals stand der Apostel Thomas als Namenspate fest. Am 16. Juni 1965 feierte die Gemeinde Richtfest. Die drei Glocken waren schon einige Monate zuvor fertiggestellt worden. Im Zinzendorfhaus erklang noch die Glocke der ehemaligen Vituskirche aus dem Jahr 1498, die heute am Paul-Schneider-Haus hängt. Im Herbst 1965 hingen die Glocken erstmals im Turm der neuen Thomaskirche.
Die Außenarbeiten waren im November 1965 abgeschlossen, so dass die Kirche nach Ende der Innenausbauten eingeweiht wurde. Ernst Wilm, Präses der evangelischen Kirche von Westfalen übernahm diese Aufgabe nach einem Festzug der Gemeinde vom Zinzendorfhaus in die Thomaskirche. Damit konnten Ostern und Konfirmation 1966 bereits in den neuen, modernen Räumlichkeiten stattfinden.

### Gemeindeleben um die Thomaskirche
Die Karl Schuke Berliner Orgelbauwerkstatt errichtete die neue Orgel der Thomaskirche, die am 23. Juni 1986 eingeweiht wurde. 1972 wird auch das Gemeindehaus neben der Thomaskirche errichtet. Ein Jahr später wird ein ehemaliger Kindergarten zum Gemeindehaus umgebaut, wohingegen das Zinzendorfhaus verpachtet wurde. Mit der Einweihung der neuen Einrichtung baut die Gemeinde auch eine Altenbegegnungsstätte für die Senioren in Westig auf. Das Gemeindehaus erhält den Namen „Adolf-Frommann-Haus“.
1984 war die Thomaskirche in der Reihe „Gottesdienst im ZDF“ zu sehen. Die Predigt hielt dabei Helmut Frenz, der damalige Generalsekretär von Amnesty International. Darin thematisierte er auch die Geschichte der Stadt Hemer als Standort des Stalag VIa während des NS-Regimes.  1991 feierte die Gemeinde das 25-jährige Jubiläum der Thomaskirche. 1997 wurde die Thomaskirche um ein Gemeindehaus erweitert.

### Verkauf und Entwidmung
Nachdem die Gemeinde 1997 bereits das Adolf-Frommann-Haus an die Hemeraner Baptistengemeinde verkauft hatte, beschloss sie 2007 auch die Aufgabe der Thomaskirche. Inzwischen bildeten Westig und Sundwig innerhalb der evangelischen Kirchengemeinde in Hemer wieder den gemeinsamen Bezirk Süd. Die Sundwiger Christuskirche sollte darin das einzige Gemeindezentrum werden. Im Mai 2007 äußerten die Baptisten Interesse am Kauf der Kirche, der für den darauffolgenden Juli beschlossen wurde. Am 17. Juni 2007 fand der Entwidmungsgottesdienst statt, der mit dem Abendmahl in der Christuskirche endete. Die Sundwiger Kirche soll in Zukunft das gemeinsame Gemeindezentrum für Westiger und Sundwiger Protestanten sein, weshalb sie im Jahr 2008 grundlegend modernisiert und renoviert wurde.

## Architektur

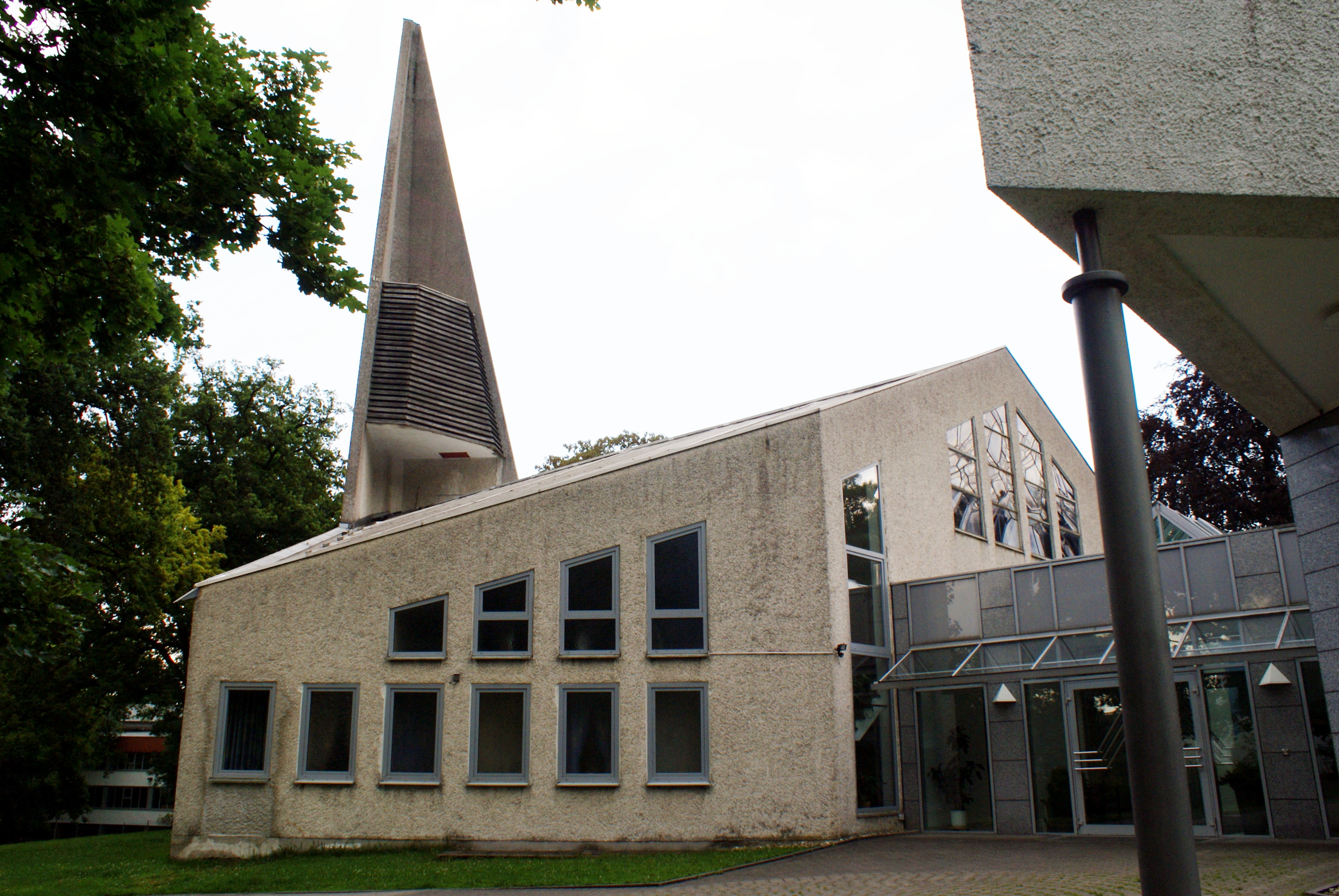
Thomaskirche

Architektonisch auffällig ist die halbkreisartige Anordnung des Gestühls um den Altar und die Kanzel, so dass die Thomaskirche eine Mischform zwischen der traditionellen Basilika und einem Zentralbau bildet. Prägend sind die Fenster an beiden Seiten des Gestühls, die Kreuzigung und Auferstehung Jesu Christi verbinden. Die Hagener Künstlerin Roswitha Vombek-Lüder gestaltete die Fenster und nahm darin Bezug auf die Thomasgeschichte im Evangelium, in der der auferstandene Jesus auch noch die Wunden der Nägel trägt. Die gleichen Motive gehen in der Gestaltung der Rückwand hinter dem Altar ineinander über.
Altar, Kanzel und Taufstein sind dagegen schlicht gestaltet. Der Grundriss ist symmetrisch angelegt, wobei sich links vom Eingang die Sakristei und das Presbyterium liegen und rechts ein Gemeindesaal für etwa 80 Personen eingerichtet wurde. Bei besonderen Gottesdiensten kann auch dieser Saal noch bestuhlt werden, so dass die Kirche insgesamt etwa 400 Gläubige fassen kann.